# Dua Tawassul
Dua Tawassul (arabiska: دعاء التوسل) är en åkallan (dua) som shiamuslimer brukar recitera på tisdagar. Sheikh Tusi säger i sin bok Misbah att imam Hasan ibn Ali al-Askari skrev denna åkallelse för Abu Muhammad som bad honom att lära honom det rätta sättet att recitera salawat (hälsningar över den islamiske profeten Muhammed).